# Fibrinolyse
 (août 2019).
Si vous disposez d'ouvrages ou d'articles de référence ou si vous connaissez des sites web de qualité traitant du thème abordé ici, merci de compléter l'article en donnant les références utiles à sa vérifiabilité et en les liant à la section « Notes et références ».
La fibrinolyse est un processus physiologique complexe de dissolution des caillots sanguins (constitués de fibrine) par la plasmine. Ce processus clôt la coagulation sanguine afin de reperméabiliser les vaisseaux sanguins réparés et sert à empêcher la formation de thromboses. La lyse du maillage de fibrine assurée par la plasmine est issue de l'activation du plasminogène.
Les premières descriptions de la fibrinolyse ont été faites par Albert Dastre en 1893 avec le chien comme modèle expérimental.

## Description détaillée

Schéma simplifié de la fibrinolyse. Les flèches bleues représentent la stimulation, les rouges l'inhibition.

La molécule centrale de la fibrinolyse est la plasmine. C'est une protéase qui dégrade la fibrine en différents fragments appelés produits de la dégradation de la fibrine et dont les D-dimères font partie. Ces fragments une fois libérés se dissolvent dans la circulation. C'est cette dissolution du maillage de fibrine qui permet la disparition du caillot formé durant l'hémostase secondaire.

### Activation principale
- le plasminogène sanguin, synthétisé par le foie, possède une affinité pour la fibrine et est incorporé dans le caillot lors de sa formation (ce qui permettra de le dégrader plus tard) ;
- l'activateur tissulaire du plasminogène (t-PA) est sécrété par l'endothélium vasculaire plusieurs jours après lésion de celui-ci. La thrombine et l'inflammation stimulent sa libération[3] ;
- le t-PA est l'activateur principal du plasminogène en plasmine.

### Activation secondaire
- la pro-urokinase est activée en urokinase par la kallicréine et la plasmine (amplification de la fibrinolyse)[4]. Ce système amplifie mais ne déclenche pas la fibrinolyse.
- l'urokinase active le plasminogène en plasmine au niveau du caillot, tout comme pour l'activateur tissulaire du plasminogène (t-PA).

### Régulation
Pour permettre la cicatrisation de l'endothélium, une molécule assure que la plasmine ne soit pas biologiquement disponible et dissolve, ainsi, le caillot trop tôt, l'alpha2-antiplasmine. La plasmine devient active une fois que l'alpha2-antiplasmine est entièrement consommée. D'autres protéines inhibent naturellement la fibrinolyse, comme le TAFI ou le PAI-1.

## Pathologies
Des défauts de fibrinolyse mènent à une thrombophilie responsable de la formation excessive de caillots sanguins.
Un excès de fibrinolyse (par déficit en alpha 2-antiplasmine ou en inhibiteur de l’activateur du plasminogène) est responsable d'hémorragies. 
,.
Le dosage sanguin des D-dimères (produits de la dégradation de la fibrine) peut être utile pour le diagnostic d'une thrombose (thrombose veineuse profonde par exemple).
Diagnostic différentiel : 
- La fibrinolyse primitive peut être confondue avec la CIVD (coagulation intravasculaire disséminée) du fait de la présence des PDF dans le plasma, mais le paramètre tranchant dans cette situation est les D-dimères qui sont présents dans la CIVD mais absents dans la fibrinolyse primitive.

## Médicaments associés
Les thrombolytiques accélèrent le processus et sont prescrits en cas de thrombose (infarctus, AVC, embolie pulmonaire).
L'acide tranexamique au contraire inhibe la fibrinolyse en inhibant la plasmine et est utilisée en cas d'hémorragie.